# Józef Dudek
Józef Dudek (ur. 1 marca 1939 w Zwonowicach, zm. 13 września 2008 we Wrocławiu) – polski matematyk, specjalizujący się w algebrze, nauczyciel akademicki.

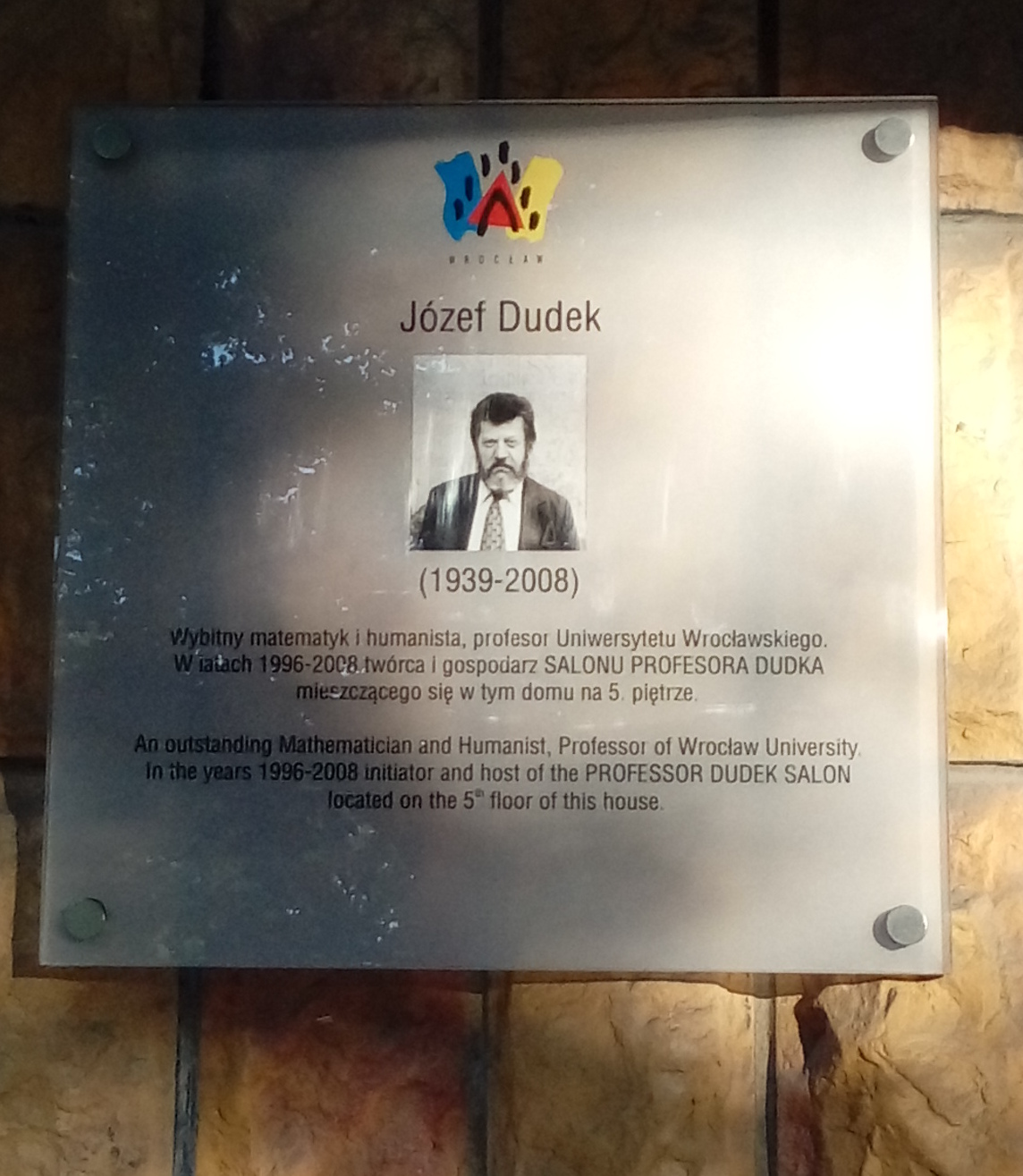
Tablica pamiątkowa we Wrocławiu

## Życiorys
Urodził się w 1939 roku w Zwonowicach koło Rybnika. Studia wyższe ukończył w 1963 roku na Uniwersytecie Wrocławskim, uzyskując magisterium z matematyki na podstawie pracy nt. Całka w przestrzeniach Banacha, napisanej pod kierunkiem prof. Kazimierza Urbanika. Stopień naukowy doktora nauk matematycznych uzyskał w 1970 roku na podstawie rozprawy pt.  Pewne własności idempotentnych grupoidów i innych algebr binarnych, której promotorem był prof. Edward Marczewski. Habilitację na Wydziale Matematyki, Fizyki i Chemii Uniwersytetu Wrocławskiego otrzymał w 1989 roku po przedstawieniu rozprawy pt. Liczbowe charakteryzacje systemów algebraicznych.
Od 1963 roku pracuje w Instytucie Matematycznym Uniwersytetu Wrocławskiego, początkowo jako asystent, potem adiunkt, a od 1992 roku na stanowisku profesora nadzwyczajnego. W 2000 roku uzyskał tytuł profesora zwyczajnego.
W latach 1971–1972 przebywał w University of Manitoba w Kanadzie. Wyjeżdżał za granicę na konferencje z algebry oraz krótkie pobyty w uniwersytetach znanych z ośrodków algebry ogólnej m.in. w Bremie (RFN, 1974), Nowym Sadzie (Jugosławia, 1983), Montrealu (Kanada, 1984), Leningradzie (ZSRR, 1989) i Clermont-Ferrand (Francja, 1991).
W latach 1973–1976 był członkiem Senatu Uniwersytetu Wrocławskiego jako przedstawiciel młodszych pracowników naukowych. Od 1996 roku był organizatorem cotygodniowych spotkań w „Salonie Profesora Dudka” dla elit naukowych, kulturalnych i politycznych. W spotkaniach, w kupionym przez niego mieszkaniu przy ulicy Pasteura, uczestniczyło wielu profesorów, artystów, literatów, polityków i innych znanych osób. Spotkania te miały na celu integrację środowiska akademickiego. W 1999 roku za tę integrującą działalność otrzymał Nagrodę Kolegium Rektorów Uczelni Wrocławia i Opola. Zmarł w 2008 roku we Wrocławiu, pochowany został na Cmentarzu Osobowickim.

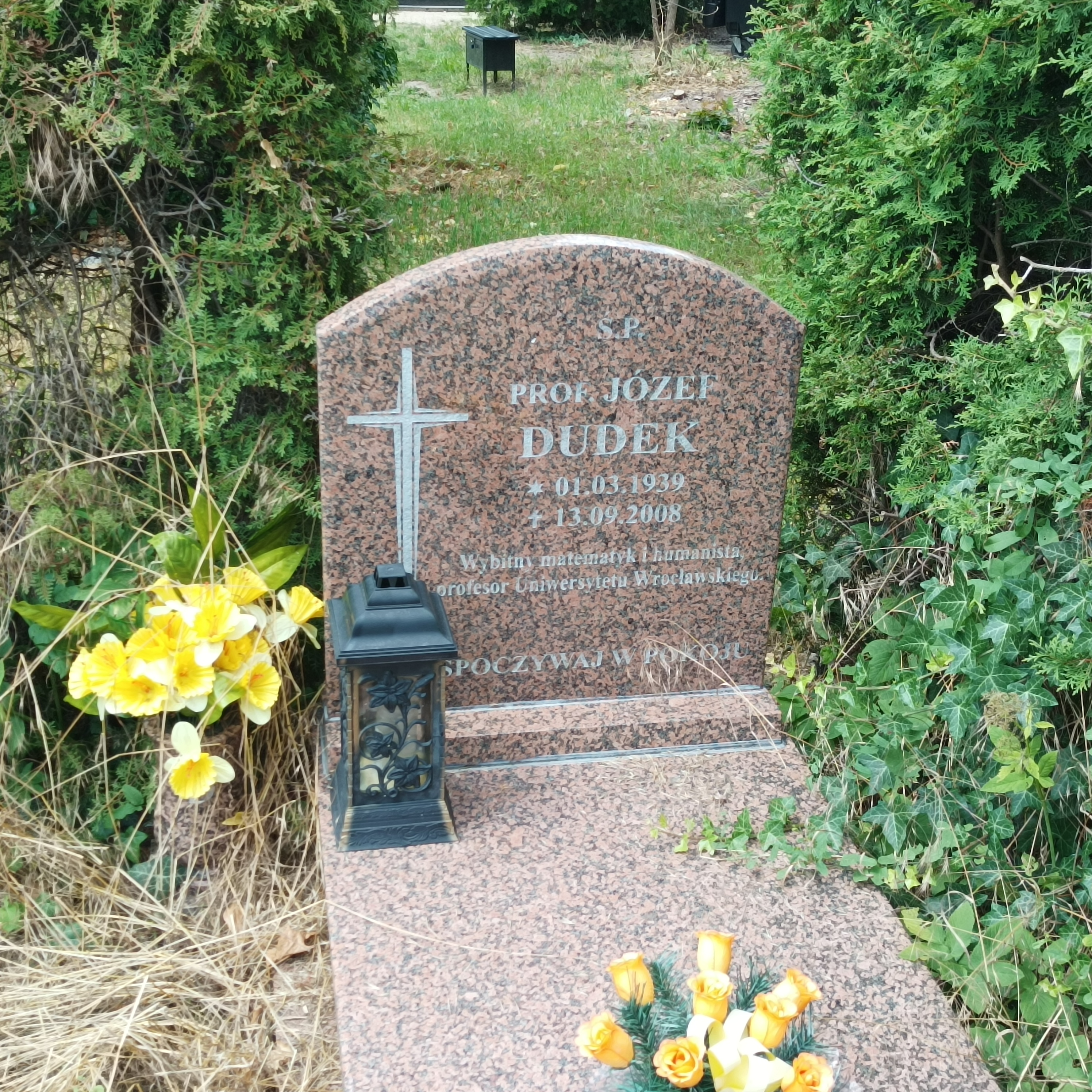
Grób prof. Józefa Dudka na Cmentarzu Osobowickim we Wrocławiu

## Dorobek naukowy
Zainteresowania badawcze prof. Dudka obejmowały kraty i ich uogólnienia, logikę równościową i rozmaitości algebr, algebry binarne, półgrupy, przestrzenie afiniczne, modele nieskończone. Pozostawił po sobie ponad 63 prace naukowe, z których 23 opublikował po habilitacji. Kilka prac naukowych zostało opublikowanych w najlepszym na świecie czasopiśmie z zakresu algebry uniwersalnej „Algebra Universalis”. Wypromował jednego doktora (Adam Marczak) i opiekował się ponad 100 pracami magisterskimi.